# Delma australis
Delma australis là một loài thằn lằn trong họ Pygopodidae. Loài này được Kluge mô tả khoa học đầu tiên năm 1974.

## Hình ảnh

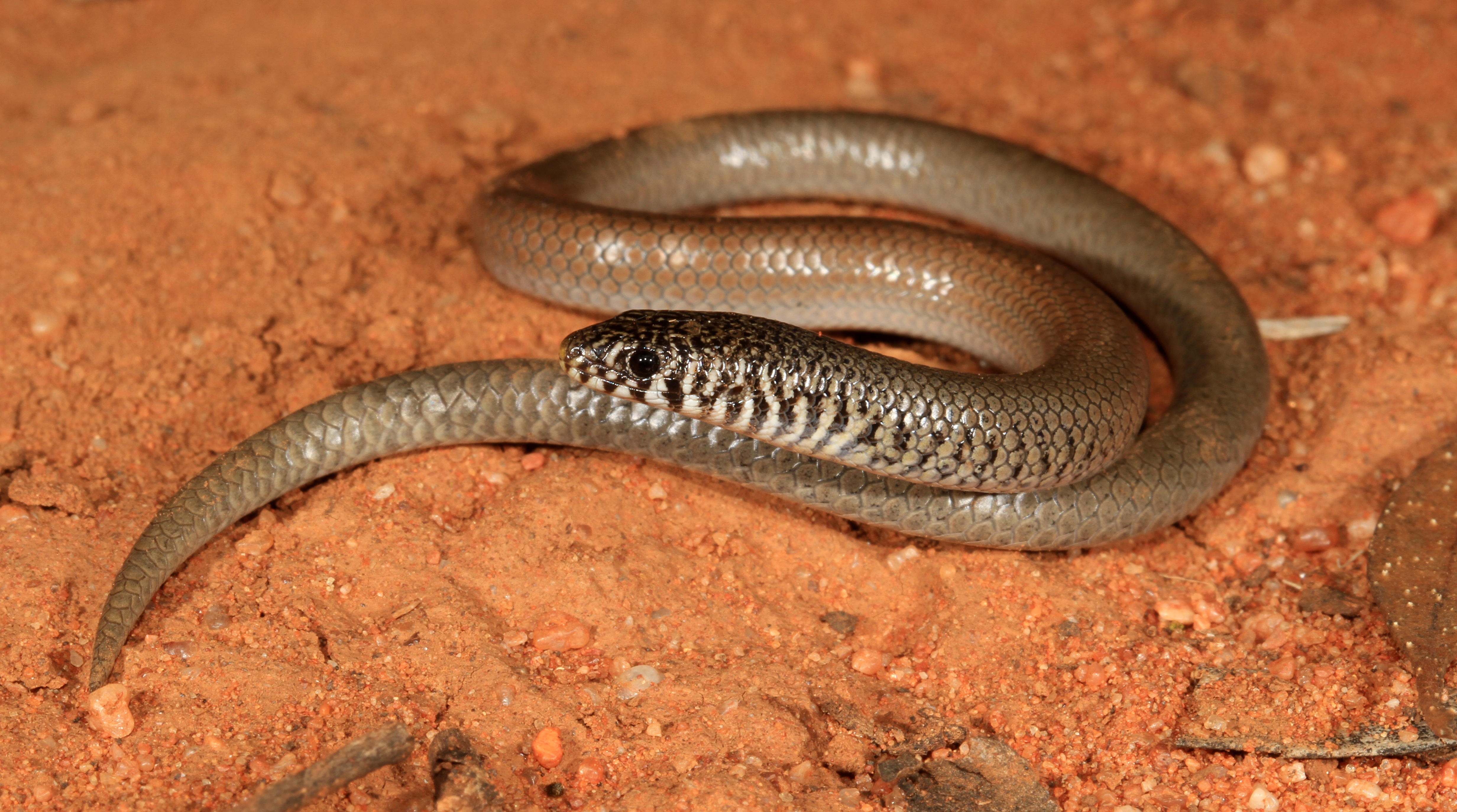